# Club Libertad de Trujillo
El Club Libertad de Trujillo es un club peruano, con sede en la Ciudad de Trujillo en el Departamento de La Libertad. Fue fundado en 1939, es muy popular por organizar el Concurso Nacional de Marinera dentro del marco de Festival de la Marinera de Trujillo y también participó de la Copa Perú.

## Historia
El Club Libertad de Trujillo fue fundado en 1939 en alusión al Departamento de La Libertad lugar originario del club. Desde 1939 fue partícipe de las Ligas Distritales de Trujillo, hasta que en la Copa Perú de 1987 logró la hazaña más grande en toda su historia futbolística al ganarla y ascender por primera vez a la Primera División del Perú de 1988, donde siempre luchó por conservar la categoría, pero el 1991 terminó último de la Zona Norte descendiendo a su Liga de origen. 
En 1960 tuvieron la iniciativa de realizar un Concurso de Marinera para difundir dicho baile originario del Departamento de La Libertad, este concurso fue teniendo éxito cada año, ganando popularidad y prestígio hasta la actualidad.

## Uniforme
- Uniforme titular: Camiseta roja, pantalón celeste, medias blancas.
- Uniforme alternativo: Camiseta blanca, pantalón blanco, medias blancas.

## Palmarés

### Torneos nacionales
| Competición nacional | Títulos | Subcampeonatos |
| -------------------- | ------- | -------------- |
| Copa Perú (1/0)      | 1987.   |                |

### Torneos regionales
| Competición regional                 | Títulos | Subcampeonatos |
| ------------------------------------ | ------- | -------------- |
| Etapa Regional - Región Centro (1/0) | 1987    |                |